# خوان كارلوس رودريغيز إيبارا
خوان كارلوس رودريغيز إيبارا هو سياسي إسباني، ولد في 19 يناير 1948 في ماردة في إسبانيا. نشط حزبياً في الحزب الاشتراكي العمالي الإسباني.

## مناصب
- انتخب كاتب عام Spanish Socialist Workers' Party of Extremadura [الإنجليزية]‏ (أبريل 1988 – 18 يوليو 2008).
- في الانتخابات العامة الإسبانية 1977 [الإنجليزية]‏، انتخب عضو مجلس النواب الإسباني  [لغات أخرى]‏ عن دائرة Badajoz (Congress of Deputies constituency) [الإنجليزية]‏ خلال فترته النيابية  [لغات أخرى]‏ (2 يوليو 1977 – 2 يناير 1979).
- في الانتخابات العمومية الإسبانية 1982 [الإنجليزية]‏، انتخب عضو مجلس النواب الإسباني  [لغات أخرى]‏ عن دائرة Badajoz (Congress of Deputies constituency) [الإنجليزية]‏ خلال فترته النيابية  [لغات أخرى]‏ (10 نوفمبر 1982 – 26 مايو 1983).
- في الانتخابات العمومية الإسبانية 1979 [الإنجليزية]‏، انتخب عضو مجلس النواب الإسباني  [لغات أخرى]‏ عن دائرة Badajoz (Congress of Deputies constituency) [الإنجليزية]‏ خلال فترته النيابية  [لغات أخرى]‏ (15 مارس 1979 – 31 أغسطس 1982).
- انتخب Member of the Assembly of Extremadura  [لغات أخرى]‏ عن دائرة Badajoz (Congress of Deputies constituency) [الإنجليزية]‏ (8 مايو 1983 – 27 مايو 2007).
- انتخب رئيس إكستريمادورا [الإنجليزية]‏ (20 ديسمبر 1982 – 29 يونيو 2007).